# Nierembergia veitchii
Nierembergia veitchii är en potatisväxtart som beskrevs av Berkeley och William Jackson Hooker. Nierembergia veitchii ingår i släktet Nierembergia och familjen potatisväxter. Inga underarter finns listade i Catalogue of Life.